# Кремонский мир (1441)
Кремонский мир — заключённый 20 ноября 1441 г. мирный договор между Венецианской республикой и Миланским герцогством, положивший конец Ломбардской войне.
При посредничестве кондотьера Франческо Сфорца 6 августа было заключено перемирие, а в конце сентября начались переговоры на выбранном в качестве нейтральной территории поле Кавриана близ Кремоны. Сфорца закрепил за собой власть над Кремоной и стал мужем дочери герцога Миланского Филиппо Мария Висконти, таким образом став его преемником на герцогском престоле.
По условиям договора река Адда сохранялась границей между материковыми владениями Венеции и Миланом. Венеция также получила Рива-ди-Лаго от Милана, сохранила контроль над  Равенной, а также Лонато, Валеджо-суль-Минчо, Азолу и Пескьера-дель-Гарда от Мантуанского маркизата, который также вернул захваченные им в ходе войны венецианские города. Милан также вернул Имолу и Болонью Папской области и восстановил независимость Генуэзской республики.